# Salix sericocarpa
Salix sericocarpa — вид квіткових рослин із родини вербових (Salicaceae).

## Морфологічна характеристика
Це дерево чи кущ, до 10 метрів заввишки. Гілки в молодому віці сиві, стають голими і блискучими. Листкові пластини 3.8–9 × 1.5–3 см, еліптично-довгаста, загострена, цілісна чи зубчаста, волосиста чи гола за винятком середньої жилки зверху, запушена знизу; листкова ніжка 2–6 мм завдовжки. Сережки з'являються трохи раніше чи разом з листям. Чоловічі сережки 3.5–5 × 0.7–1 см. Жіночі сережки 5–12 × 1.1–1.4 см. Коробочка яйцювато-конічна, шовковисто запушена.

## Середовище проживання
Афганістан, Південно-Центральний Китай, Індійські Гімалаї, Непал, Пакистан, Тибет. Населяє долини.